# Dirt
Dirt es el segundo álbum de estudio de la banda de grunge estadounidense Alice in Chains, grabado entre marzo y mayo de 1992 y publicado por Columbia Records el 29 de septiembre del mismo año. Obtuvo comentarios positivos por parte de los críticos, alcanzó la sexta posición en la lista de éxitos Billboard 200 y fue certificado cuatro veces platino por la Recording Industry Association of America (RIAA) en reconocimiento de sus cinco millones de copias vendidas en todo el mundo. Es el disco de Alice in Chains con mayor éxito comercial y el último grabado por la formación original, ya que el bajista Mike Starr abandonó el grupo en 1993. De este derivaron cinco sencillos: «Would?», «Them Bones», «Angry Chair», «Rooster» y «Down in a Hole», cada uno con su respectivo videoclip. Dirt obtuvo una nominación al premio Grammy en la categoría de mejor interpretación de hard rock, y el videoclip de la canción «Would?» fue galardonado en los MTV Video Music Awards como mejor vídeo de una película por su inclusión en la banda sonora del largometraje Singles, de Cameron Crowe.
Con un sonido más «oscuro» y pesado que el de Facelift —el lanzamiento anterior de la banda—, las canciones de Dirt exploran temáticas como la depresión, la ira, el comportamiento antisocial, el consumo de drogas, la guerra y la muerte. El guitarrista Jerry Cantrell y el cantante Layne Staley escribieron la mayoría de las letras, basados principalmente en experiencias personales. La revista Rolling Stone ubicó al álbum como vigesimosexto en su listado sobre los cien mejores álbumes de metal de la historia y en la sexta posición de los cincuenta mejores álbumes de grunge. También fue incluido en el libro de referencia Los 1001 discos que hay que escuchar antes de morir (2005) y mencionado por el portal web Loudwire como uno de los mejores álbumes de la década de 1990.

## Antecedentes

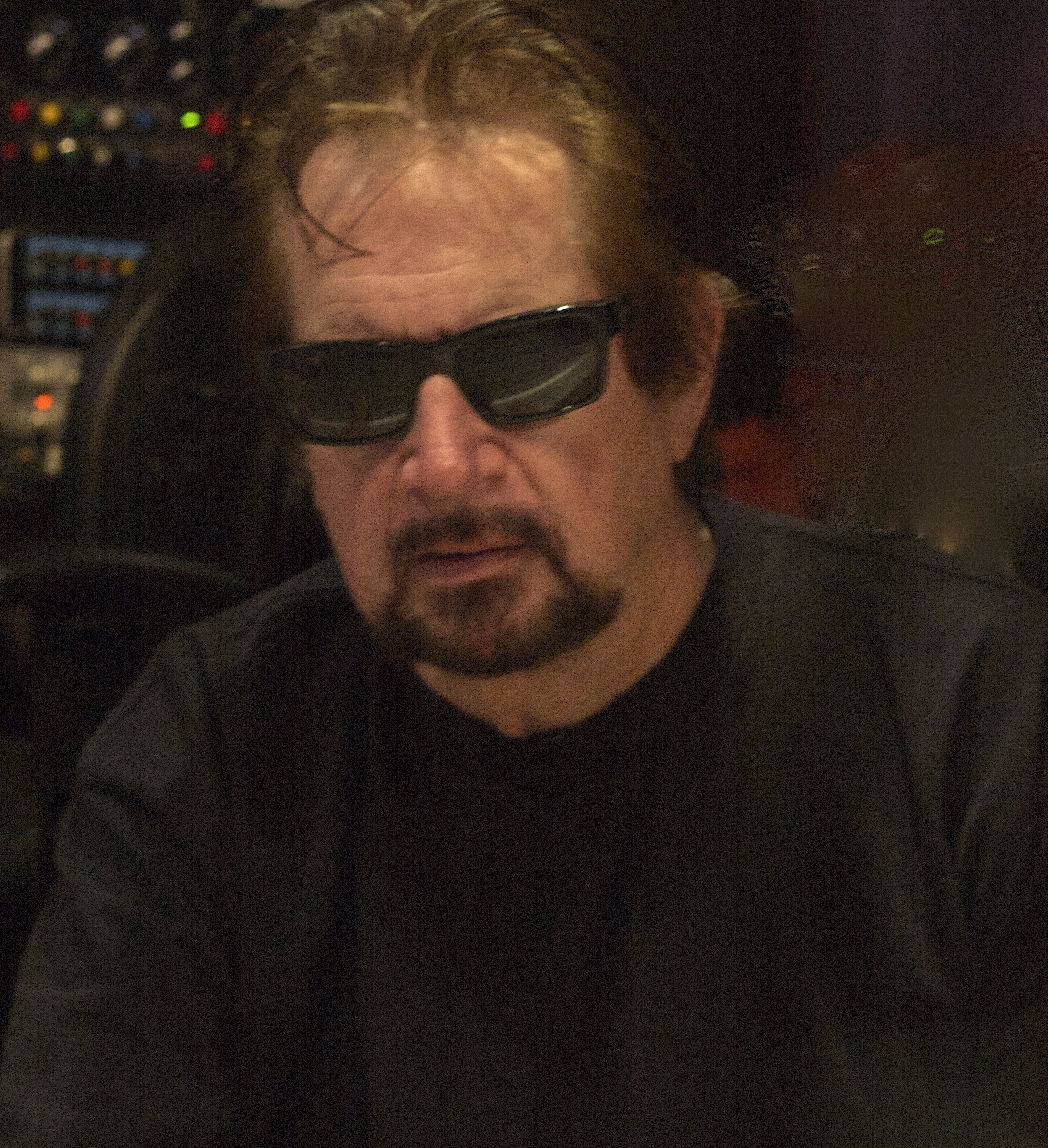
Dave Jerden se encargó de producir los álbumes de estudio Facelift (1990) y Dirt (1992).

Alice in Chains, banda conformada por Jerry Cantrell (guitarra y voz), Layne Staley (voz), Mike Starr (bajo) y Sean Kenney (batería), firmó un contrato con la discográfica Columbia Records en 1989 y publicó su primera producción oficial un año después, el EP We Die Young. Facelift, su álbum debut producido por Dave Jerden, se publicó el 21 de agosto de 1990; aunque no se convirtió en un éxito instantáneo, el sencillo «Man in the Box» impulsó su popularidad al gozar de una amplia rotación en el canal MTV.
Facelift fue bien recibido por los críticos, escaló hasta la posición 42 en la lista Billboard 200 y obtuvo la certificación de disco de oro en septiembre de 1991. Al finalizar la gira promocional, la agrupación regresó al estudio con Jerden como productor para trabajar en su siguiente producción discográfica. El resultado de estas sesiones fue el EP acústico Sap, publicado el 4 de febrero de 1992. Más tarde, la banda tuvo una pequeña aparición en la película Singles, del cineasta Cameron Crowe, y aportó la canción «Would?» a su banda sonora.

## Grabación
Las grabaciones de Dirt tuvieron lugar entre marzo y mayo de 1992 en los estudios Eldorado (Burbank), London Bridge (Seattle) y One on One (Los Ángeles), con Jerden nuevamente a cargo de la producción. Las sesiones en Los Ángeles coincidieron con los disturbios originados por la absolución de cuatro oficiales de policía implicados en la agresión al taxista afroamericano Rodney King. Mientras se restablecía el orden público, los músicos se distribuyeron en diferentes lugares: algunos en el desierto de Joshua Tree y otros en la ciudad de Tijuana, y regresaron al estudio una semana después para reanudar la grabación. Al respecto, Cantrell afirmó: «Debíamos intentar salir de la ciudad ilesos. Llevamos a Tom Araya con nosotros y nos fuimos de excursión al desierto de Joshua Tree durante cuatro o cinco días hasta que las cosas se calmaron».

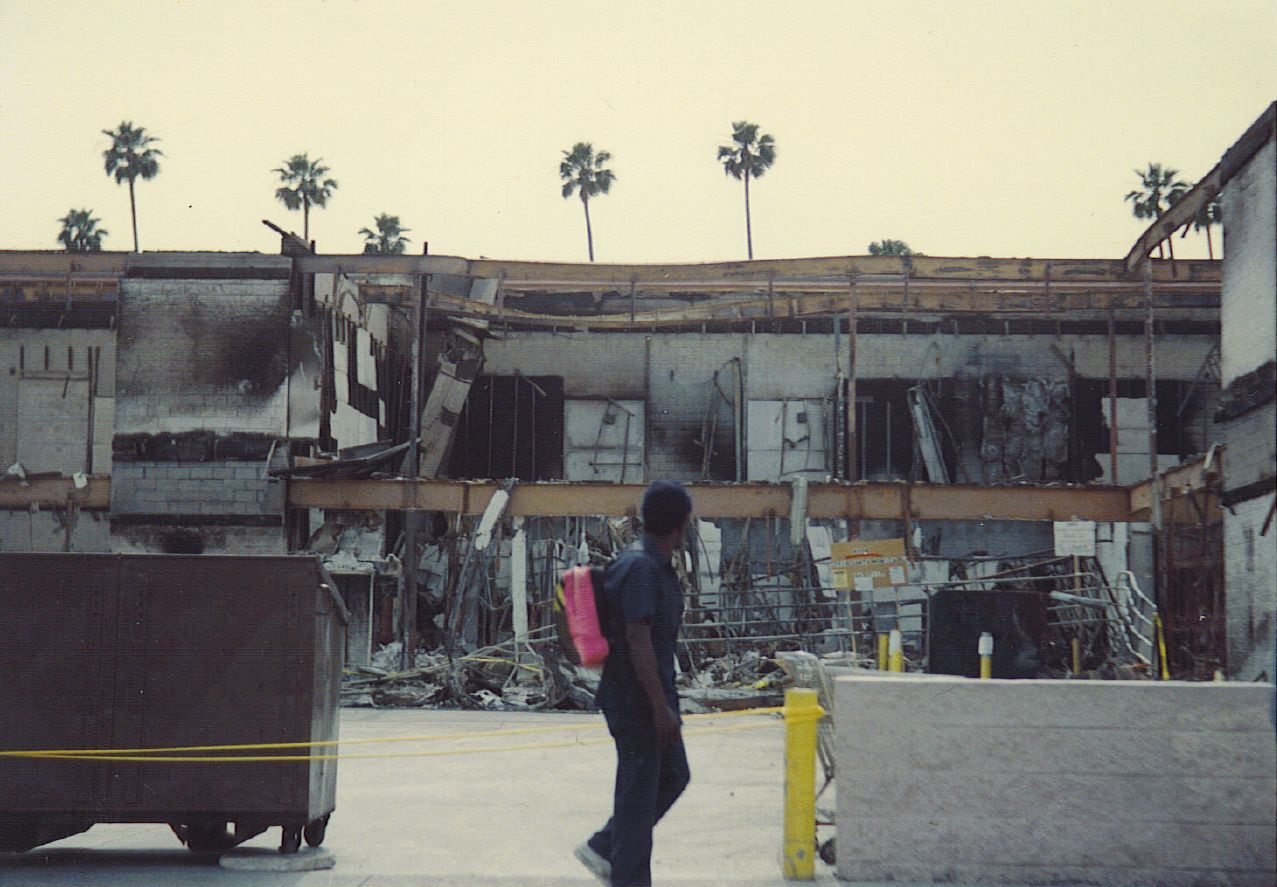
Las sesiones de grabación de Dirt tuvieron que suspenderse temporalmente debido a los disturbios de los Ángeles de 1992.

Otro inconveniente que el grupo debió afrontar durante el periodo de grabación fue la recaída de Staley en su adicción a la heroína. En una entrevista concedida en 1998, Jerden dijo que en repetidas ocasiones le pidió permanecer alejado de las drogas para poder avanzar en las grabaciones. El productor afirmó: «Al parecer, Layne se enojó conmigo [durante las sesiones de Dirt]... ¿Cuál es mi trabajo como productor? producir un disco. No me pagan por ser amigo de Layne». Staley no era el único miembro de Alice in Chains con problemas de adicción, pues Kinney y Starr experimentaban inconvenientes similares con el alcohol. En una entrevista para el libro Grunge is Dead (2010), el baterista comentó que gran parte de este periodo está reflejado en el disco: «Estábamos haciendo cualquier cosa que estuviese a nuestro alcance [...] Algunos caímos más bajo que otros. Fue un álbum difícil para mí. La gente dice, "¡es tu mejor trabajo". [Pero para mí] es agridulce». Cantrell se encontraba abatido por la muerte de su madre y su amigo Andrew Wood, cantante de la agrupación Mother Love Bone, y aseguró que toda la banda experimentaba con alguna sustancia en ese momento: «Todos festejábamos [en relación con el consumo de alcohol y drogas], así que señalar a Layne sería como señalarnos a nosotros mismos».
Bryan Carlstrom, ingeniero de sonido en las sesiones, afirmó que cuando llegó el momento de grabar las voces, Staley «construyó una pequeña cabina de grabación para que no pudiéramos verlo y se metía en ese pequeño espacio con las ventanas cubiertas, básicamente en su propio mundo. Podíamos hablar con él, pero no verlo». Aseguró también que equipó dicho espacio con un micrófono M-49, pues era el más apto para su estilo de voz. Sobre la grabación de la batería, Carlstrom comentó que «en una habitación del estudio One on One había dos enormes parlantes Kevlar de 33 pulgadas en cabinas gigantes» y que debía abandonar la habitación mientras Kinney tocaba porque su sonido «realmente hacía explotar el lugar». En una entrevista con MusicRadar, Jerden confesó que Lars Ulrich de Metallica le ayudó a encontrar el sonido de batería correcto en las sesiones de Los Ángeles:

Grabamos en One on One, donde Metallica realizó su Black Album. Lars me dijo que tenían un parlante de 31 pulgadas para el bombo. Alquilé un sistema de megafonía e hice sonar el bombo, los toms y la caja a través del parlante y unos enormes monitores laterales [...] Esto causó que la batería sonara como disparos de artillería. Agradezco a Lars por enseñarme las cualidades de esa habitación.

Para lograr un sonido de guitarra más potente, Cantrell grabó sus riffs con amplificadores de alta, media y baja frecuencia en busca de tres tonos diferentes. Carlstrom elogió la técnica del guitarrista y su aporte en las sesiones: «Obviamente, hubo muchos detalles técnicos para realizar ese disco, pero grabarlo fue la parte más fácil. La mayor fortaleza de Cantrell como músico es su sentido del gusto y de la melodía». Cantrell utilizó guitarras G&L Rampage y Gibson Les Paul, y amplificadores Marshall y Bogner. Para la grabación del bajo, Starr usó amplificadores Ampeg SVT y efectos SansAmp.

## Composición
La banda escribió la mayoría de las canciones mientras se encontraba de gira, con la adicción a las drogas como una de las temáticas más recurrentes al momento de la composición. En una entrevista concedida a Rolling Stone en 1996, Staley afirmó que inicialmente nunca pensó que sus letras ejercerían una influencia negativa en los seguidores de la agrupación. Según él: «Algunos de mis fanáticos se acercaron y me dieron el visto bueno al decirme que estaban usando drogas. Eso es exactamente lo que no quería que pasara». Para William Goodman de la revista Billboard, las canciones «Sickman», «Junkhead» y «God Smack» hacen referencias directas a la adicción del cantante a la heroína.
Staley definió dos etapas en el proceso de composición en una entrevista para la revista canadiense M.E.A.T. en diciembre de 1992:

Inicialmente, las canciones hablan sobre lidiar con una especie de angustia y confusión personal que te lleva a consumir drogas para aliviar ese dolor y estar seguro de que esa fue la respuesta en cierto modo. Luego comienzas a deslizarte más y más hacia el infierno [sic], y allí es donde te das cuenta de que las drogas no eran la forma de aliviar ese dolor. Básicamente, esta es la historia de los últimos tres años de mi vida.

En 1993, Jerry Cantrell aseguró para la revista RIP que no todas las canciones abordan la temática de la drogadicción, y puso como ejemplo «Rain When I Die», que se basa en la relación de él y Staley con sus respectivas novias. El guitarrista afirmó en 2013: «La oscuridad siempre fue parte de la banda, pero no lo era todo. Siempre había algo de optimismo, incluso en la mierda más oscura que escribíamos». En relación con Dirt, puntualizó que «fue más una advertencia que otra cosa [...] hablábamos de lo que estaba pasando en ese momento, pero dentro de eso siempre había un elemento sobreviviente, una especie de triunfo por encima de los elementos más oscuros del ser humano». La letra de «Down in a Hole» se basa en la relación de Cantrell con su pareja Courtney Clarke y en la incompatibilidad entre el éxito comercial y las relaciones personales.
«Rooster» también se aleja de la temática de las drogas, pues Cantrell la escribió como tributo a su padre, un veterano de la guerra de Vietnam cuyo apodo de la infancia era precisamente «Rooster». El guitarrista la compuso en casa del cantante Chris Cornell y su esposa Susan Silver, quien en ese momento era la representante de Alice in Chains. Cantrell describió la canción como el comienzo una «curación» del daño causado por la experiencia en Vietnam entre su padre y él.
Sobre «Them Bones», tema que abre el disco, Cantrell explicó: «En mi familia hubo personas que fallecieron a una edad bastante temprana y eso me asusta... [la canción] es un poco sarcástica, pero habla más bien sobre lidiar con tu mortalidad y tu vida». Tom Araya, cantante y bajista de la banda de thrash metal Slayer, aportó su voz a «Iron Gland», composición surgida de un riff de guitarra ejecutado por Cantrell que no agradó a los demás miembros de la banda, quienes le hicieron prometer que no volvería a tocarlo. «Would?», última canción del álbum, fue escrita por el guitarrista como un tributo a su amigo Andrew Wood, fallecido en marzo de 1990 a raíz de una sobredosis de heroína. En las notas del álbum recopilatorio Music Bank (1999), Cantrell expresó que además dedicó la canción «a esas personas que suelen adelantar juicios».

## Portada
El arte de portada muestra a una mujer desnuda parcialmente enterrada en un paisaje desértico, manifestando la visión artística que compartía la banda para este apartado. El fotógrafo Rocky Schenck les presentó una fotografía de la modelo y actriz Mariah O'Brien, quien finalmente resultó seleccionada para figurar en la imagen. Schenck se encargó de montar la escenografía junto con la directora artística Mary Maurer en un estudio de Hollywood, y así logró un mejor control sobre la iluminación. La imagen definitiva se tomó el 14 de junio de 1992, bajo la supervisión de Sean Kinney.
Luego del lanzamiento del disco empezó a circular el rumor de que la mujer en la portada era Demri Parrott, novia de Staley en ese momento; sin embargo, Schenck reveló en una entrevista para la revista Revolver en 2011 que en realidad se trataba de O'Brien, con quien había trabajado anteriormente en la portada del sencillo «Bitch School», del grupo Spinal Tap. En palabras del fotógrafo: «Todos me preguntan si Demri Parrott es la mujer que aparece en la portada de Dirt. Creo que el nombre de Demri quizás se mencionó como posible modelo una o dos veces, pero nunca fue una consideración seria». En una nota publicada por la revista M.E.A.T. en 1992, Layne Staley afirmó que inicialmente «la canción "Dirt" fue escrita para cierta persona que básicamente me enterró [sic], así que la mujer de la portada es una especie de representación de esa persona siendo absorbida por la suciedad».
En el vídeo musical del sencillo «A Looking in View» (2009) —también de Alice in Chains—, la actriz Sacha Senisch aparece tendida en un suelo desértico y agrietado, haciendo una clara alusión a la portada de Dirt. La canción fue incluida en el cuarto álbum de estudio de la banda, Black Gives Way to Blue, publicado exactamente diecisiete años después de Dirt, el 29 de septiembre de 2009.

## Lanzamiento y gira promocional

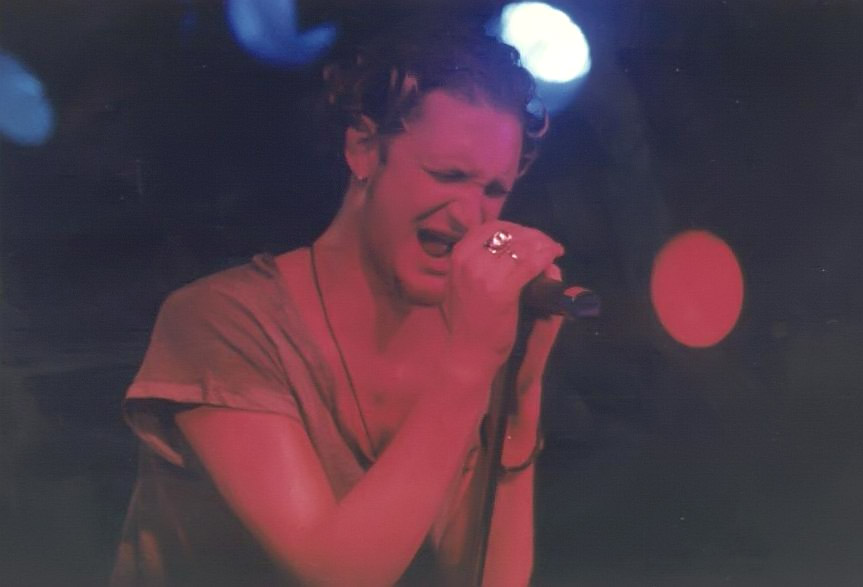
Staley en concierto en 1992.

Tras el lanzamiento del álbum el 29 de septiembre de 1992, la banda fue confirmada como acto de apertura del cantante británico Ozzy Osbourne en su gira No More Tours. Staley sufrió un accidente en un vehículo ATV días antes del primer concierto, por lo que tuvo que subir al escenario con muletas durante las primeras presentaciones. Mike Starr abandonó la formación luego de su participación en el festival Hollywood Rock en Río de Janeiro el 22 de enero de 1993 y fue reemplazado por Mike Inez, bajista que había acompañado a Osbourne en No More Tours.
Alice in Chains fue confirmado como uno de los actos principales en el festival Lollapalooza de 1993, en el que compartió escenario con agrupaciones como Primus, Tool, Rage Against the Machine y Babes in Toyland. El festival se convirtió en el último evento de gran magnitud de Staley con la banda, pues a partir de entonces registró apariciones ocasionales hasta su fallecimiento en abril de 2002.
El 23 de noviembre de 2009 la agrupación publicó una versión remasterizada de Dirt en formato de vinilo. En celebración de los treinta años del lanzamiento del disco, en 2022 Alice in Chains lanzó una edición de lujo limitada a 3 000 unidades.

## Recepción

### Comercial
Luego de su publicación, Dirt alcanzó la sexta posición en la lista estadounidense Billboard 200, donde permaneció durante 102 semanas y finalizó en la casilla 196 en la semana del 24 de septiembre de 1994. Igualmente, ingresó en las listas de éxitos de países como Alemania, Australia, Canadá, Noruega, Países Bajos y Suecia (para más detalles, véase la sección correspondiente). Los cinco sencillos del álbum figuraron en el Hot Mainstream Rock Tracks de Billboard, mientras que «Angry Chair» y «Them Bones» aparecieron en el listado Alternative Airplay.
El 21 de abril de 1993, el álbum obtuvo la certificación de platino de Music Canada al vender más de 100 000 copias, mientras que en Australia se convirtió en disco de oro al registrarse más de 35 000 unidades vendidas. En el Reino Unido fue certificado disco de plata el 1 de julio de 1993 y de oro el 1 de enero de 1995. Por otro lado, la Recording Industry Association of America lo certificó con cuádruple disco de platino el 24 de mayo de 2000. El álbum ha vendido más de cuatro millones de copias en los Estados Unidos y más de cinco millones en todo el mundo. Tales registros lo convierten en la producción discográfica más vendida de Alice in Chains. Con su versión de aniversario, en 2022 el disco retornó a los primeros diez lugares de la lista Billboard 200, al ubicarse en la novena posición.

### Crítica
Dirt obtuvo elogios por parte de los críticos y es considerado como el mejor trabajo discográfico de Alice in Chains, incluso una obra maestra producida durante la época dorada del grunge. Steve Huey del portal AllMusic afirmó:

Dirt es la mayor declaración artística de Alice in Chains y lo más cerca que estuvieron de grabar una obra maestra. Es un aullido primitivo y enfermizo desde las profundidades de la adicción a la heroína de Layne Staley y uno de los álbumes conceptuales más desgarradores jamás grabados. No todas las canciones del disco hablan explícitamente de la heroína, pero las contribuciones escritas por Jerry Cantrell en solitario mantienen la coherencia temática: casi todas las canciones están imbuidas de la morbosidad, el autodesprecio y/o la resignación de un adicto consciente, pero impotente.

Para Michael Christopher de PopMatters: «Es difícil encontrar un trabajo más brutalmente veraz, por eso siempre será uno de los mejores discos jamás creados». Chris Gill de Guitar World se refirió a Dirt como «enorme, premonitorio, inquietante e íntimo», además de «sublimemente oscuro y brutalmente honesto». Don Kaye de Kerrang! lo describió como un álbum «brutalmente veraz» y como «un testimonio conmovedor de la resistencia humana».
En 2011, Joe Robinson del portal Loudwire lo incluyó como uno de los mejores álbumes de metal de la década de 1990 junto con otras producciones discográficas como Rust in Peace de Megadeth y Ænima de Tool: «En la batalla entre el metal y el grunge, Alice in Chains es una agrupación que es extrañamente querida por los fanáticos de ambos géneros». Sostuvo además que «los músicos no se preocuparon mucho por las etiquetas y produjeron algunos de los mejores clásicos del metal alternativo como "Would?", "Rooster" y "Them Bones"».

### Premios y nominaciones
El 24 de febrero de 1993 Dirt fue nominado a un Premio Grammy en la categoría de mejor interpretación de hard rock. El video de la canción «Would», incluida en la banda sonora del largometraje Singles de Cameron Crowe, fue galardonado como el mejor videoclip de una película en los MTV Video Music Awards el 2 de septiembre de 1993, con lo que venció a «Revolution» de Arrested Development, «Dyslexic Heart» de Paul Westerberg y «The Crying Game» de Boy George. En los MTV Movie Awards de 1993, «Would» fue nominada en la categoría de mejor canción de una película, pero el galardón lo obtuvo Whitney Houston con «I Will Always Love You».
| Año  | Premio                 | Categoría                         | Trabajo | Resultado | Ref.   |
| ---- | ---------------------- | --------------------------------- | ------- | --------- | ------ |
| 1993 | Premios Grammy         | Mejor interpretación de hard rock | Dirt    | Nominado  | [ 18 ] |
| 1993 | MTV Movie Awards       | Mejor canción de una película     | «Would» | Nominada  | [ 98 ] |
| 1993 | MTV Video Music Awards | Mejor videoclip de una película   | «Would» | Ganadora  | [ 19 ] |

## Influencia y legado
Dirt es considerado uno de los álbumes pioneros del subgénero conocido como sludge metal, una fusión entre el doom metal y el hardcore punk, y artistas de diversos géneros musicales lo han reconocido como una fuente de inspiración. Corey Taylor, líder de las bandas de metal alternativo Stone Sour y Slipknot, expresó su admiración por el disco y en especial por «Would», la última canción del álbum: «Es una de mis canciones favoritas de todos los tiempos. Cuando la escuché por primera vez me mostró que todo era posible dentro de la música, que podías hacer cualquier cosa y que no había reglas». El guitarrista Zakk Wylde, reconocido por su trabajo en la carrera solista de Ozzy Osbourne y por liderar la agrupación de heavy metal Black Label Society, destacó la importancia del disco en la carrera de Alice in Chains: «Dirt es su Led Zeppelin IV, su Back in Black o su Black Album [...] de principio a fin, todo en ese álbum es increíble». El baterista Barrett Martin, popular por su trabajo con los grupos de grunge Screaming Trees y Mad Season, afirma que cuando recibió una copia anticipada de Dirt pensó que ese sería el álbum que le daría un impulso definitivo a Alice in Chains.
Ivan Moody, cantante de la banda de groove metal Five Finger Death Punch, expresó: «Alice in Chains realmente me formó. Son una de mis mayores influencias y siempre lo serán. Siempre termino regresando a Dirt». Ville Valo de la banda finlandesa de rock gótico HIM elogió el disco: «Dirt fue enorme para mí [...] está lleno de cosas realmente extrañas como "Angry Chair" [...] me encanta "Would?", pero "Down in a Hole" es una de mis canciones melancólicas favoritas». Greg Puciato, cantante del grupo de mathcore The Dillinger Escape Plan afirmó: «Cuando Dirt fue publicado, estaba en el apogeo del grunge. Entonces llegó la película Singles y "Would?", una gran canción. Me convertí en un gran fanático en ese momento [...] Dirt es un disco perfecto». Rob Flynn, líder de Machine Head, también expuso su admiración: «Me encanta Alice in Chains, hombre. Esa mierda confusa y psicodélica realmente me atrapó. Dirt fue jodidamente bueno, recuerdo haberlo escuchado muchas veces».
La revista Rolling Stone incluyó a Dirt como vigesimosexto en su lista sobre los cien mejores álbumes de metal de la historia y en la sexta posición de los cincuenta mejores álbumes de grunge (2019). Kerrang! lo ubicó en la lista de los cien mejores álbumes de rock (posición nro. 39) y de los cien álbumes que debes escuchar antes de morir (posición nro. 49). Otra publicación británica, la revista Classic Rock, incluyó al disco en la casilla cincuenta de su listado sobre los cien mejores álbumes de rock de todos los tiempos, publicada en 2001. Fue incluido en el libro de referencia Los 1001 discos que hay que escuchar antes de morir (2005) y catalogado por el portal web Loudwire como uno de los mejores álbumes de la década de 1990. Publicaciones como Treble, Raw, Rock Hard, Rocksound y Metal Hammer también incorporaron a Dirt en listas similares.

## Lista de canciones
| N.º   | Título            | Escritor(es)                                 | Duración |  |
| 1.    | «Them Bones»      | Jerry Cantrell                               | 2:30     |  |
| 2.    | «Dam That River»  | Cantrell                                     | 3:09     |  |
| 3.    | «Rain When I Die» | Cantrell/Layne Staley/Sean Kinney/Mike Starr | 6:01     |  |
| 4.    | «Sickman»         | Cantrell/Staley                              | 5:29     |  |
| 5.    | «Rooster»         | Cantrell                                     | 6:15     |  |
| 6.    | «Junkhead»        | Cantrell/Staley                              | 5:09     |  |
| 7.    | «Dirt»            | Cantrell/Staley                              | 5:16     |  |
| 8.    | «God Smack»       | Cantrell/Staley                              | 3:56     |  |
| 9.    | «Iron Gland»      | Tom Araya/Cantrell                           | 0:43     |  |
| 10.   | «Hate to Feel»    | Staley                                       | 5:15     |  |
| 11.   | «Angry Chair»     | Staley                                       | 4:48     |  |
| 12.   | «Down in a Hole»  | Cantrell                                     | 5:38     |  |
| 13.   | «Would?»          | Cantrell                                     | 3:28     |  |
| 57:37 |                   |                                              |          |  |

## Créditos
Músicos
- Layne Staley – Voz y guitarra rítmica en «Angry Chair» y «Hate to Feel»
- Jerry Cantrell – Guitarra líder, voz, guitarra acústica en «Down in a Hole»
- Mike Starr – Bajo
- Sean Kinney – Batería
- Tom Araya – Voz en «Iron Gland»

Personal técnico
- Dave Jerden – Productor
- Rick Parashar – Productor en «Would?»
- Bryan Carlstrom – Ingeniero de sonido
- Steve Hall y Eddy Schreyer – Mastering
- Mary Maurer – Dirección artística
- Doug Erb – Diseñador de portada
- Rocky Schenck – Fotógrafo

## Listas de éxitos

### Álbum
| Lista (1992–1993)                     | Posición máxima |
| ------------------------------------- | --------------- |
| Alemania (Offizielle Top 100)         | 37              |
| Australia (ARIA)                      | 13              |
| Canadá (RPM)                          | 25              |
| Estados Unidos (Billboard 200)        | 6               |
| Noruega (VG-lista)                    | 15              |
| Nueva Zelanda (RMNZ)                  | 36              |
| Países Bajos (Album Top 100)          | 17              |
| Reino Unido (Official Charts Company) | 42              |
| Suecia (Sverigetopplistan)            | 11              |

### Sencillos
| Año                                                                | Sencillo         | Posición máxima | Posición máxima | Posición máxima | Posición máxima | Posición máxima | Posición máxima |
| Año                                                                | Sencillo         | EE. UU. Main    | EE. UU. Alt     | Finlandia       | Irlanda         | Países Bajos    | Reino Unido     |
| ------------------------------------------------------------------ | ---------------- | --------------- | --------------- | --------------- | --------------- | --------------- | --------------- |
| 1992                                                               | "Would?"         | 19              | —               | 17              | —               | 33              | 19              |
| 1992                                                               | "Them Bones"     | 24              | 30              | —               | 22              | —               | 26              |
| 1993                                                               | "Angry Chair"    | 34              | 27              | —               | 28              | —               | 33              |
| 1993                                                               | "Rooster"        | 7               | —               | —               | —               | —               | —               |
| 1993                                                               | "Down in a Hole" | 10              | —               | —               | 29              | —               | 36              |
| "—" no ingresó en las listas o no fue publicado en ese territorio. |                  |                 |                 |                 |                 |                 |                 |

## Certificaciones
| País           | Organización                              | Ventas                  | Ref.   |
| -------------- | ----------------------------------------- | ----------------------- | ------ |
| Canadá         | CRIA                                      | Platino (100 000+)      | [ 11 ] |
| Estados Unidos | Recording Industry Association of America | 4x Platino (4 000 000+) | [ 10 ] |
| Reino Unido    | BPI                                       | Oro (100 000+)          | [ 12 ] |